# Mateusz Kossior
Mateusz Kossior (Kosior, Kossiur, Kossyor, Mateusz Koło) (ur. I poł. XVI w. zm. po 1597) – polski malarz i rzeźbiarz późnego renesansu.
Pochodził z Koła, następnie wyjechał do Poznania, gdzie w 1575 r. wystąpił przed Radą Miejską przeciw starszym cechu malarskiego (proces u uznanie mistrzostwa). Rada Miejska zasądziła wykonanie przez artystę obrazu Matki Boskiej z Dzieciątkiem, po którego namalowaniu Kossiora tytułowano mistrzem. W latach 1579–1595 kilkakrotnie był starszym cechu poznańskich malarzy, konwisarzy i introligatorów. Był znanym i cenionym artystą, na swojej sztuce dorobił się niemałego majątku, w samym Poznaniu posiadał kilka domów. Pod koniec życia mieszkał również i tworzył w Kłecku, dokąd sprowadził malarza dr Marcin z Kłecka, aby artysta wykonał w kłeckim kościele ołtarz główny wraz z obrazami.
Pozostawał pod wielkim wpływem grafiki niderlandzkiej i malarstwa włoskiego. Mecenasami malarza byli m.in. Czarnkowscy.
Artysta posiadał czworo dzieci - Ewę (żona złotnika poznańskiego Jakuba Staniewskiego, następnie złotnika Tomasza Pełki); Stanisława, Barbarę i Jadwigę. Syn Stanisław Kossior (Kossiorowicz) (zm. 1626) również został malarzem, w latach 1610 i 1617 był starszym cechu poznańskich malarzy, stworzył ołtarz główny w Szamotułach.
Wątki biograficzne Mateusza Kossiora w swoich pracach poruszali dotychczas m.in. prof. Tadeusz Chrzanowski, Dawid Jung i Aniela Sławska.

## Ważniejsze prace
- Sygnowany i zachowany ołtarz główny w Kłecku, w tym 4 obrazy: Zwiastowanie, Narodzenie Chrystusa, Hołd Trzech Króli, Wniebowzięcie Najśw. Panny Marii (ostatnie dzieło zaginęło). Na odwrocie ołtarza znajduje się napis: Has imagines sculpsit et pinxit Matheus pictor cognomine Kossyor, civis Posnaniensis, anno domini 1596. Uroczystej konsekracji 16 kwietnia dokonał biskup teodozjański, Jan Gniazdowski h. Wczele (zm. 1608).
- Trójca Święta z kościoła w Kłecku (obecnie w Muzeum Narodowym w Krakowie).
- Tryptyk z Połajewa.
- Tryptyk z Opalenicy z 1585 r., zachowane tylko predella w Muzeum Archidiecezjalnym w Poznaniu.
- Ołtarz główny i Ołtarz Matki Boskiej Różańcowej w Wągrowcu.